# دميترو كليوتس
دميترو كليوتس (مواليد 15 أبريل 1996) هو لاعب كرة قدم أوكراني يلعب في مركز خط الوسط في نادي فيريس ريفني.

## وصلات خارجية
- دميترو كليوتس على موقع الاتحاد الأوربي (الإنجليزية)
- دميترو كليوتس على موقع اتحاد أوكرانيا (الإنجليزية)
- دميترو كليوتس على موقع قاعدة بيانات كرة القدم.إي يو (الإنجليزية)
- دميترو كليوتس على موقع بيانات كرة القدم. دي إي (الألمانية)
- دميترو كليوتس على موقع Soccerbase.com (لاعب) (الإنجليزية)
- دميترو كليوتس على موقع Soccerway.com (الإنجليزية)
- دميترو كليوتس على موقع عالم كرة القدم.نت (الإنجليزية)